# El Chinero
El Chinero es un cerro testigo de poco más de 200 m de altura, ubicado en la parte norte del municipio de San Felipe, Baja California, rodeado de una planicie desértica, es una de las pocas eminencias relevantes separadas de cualquier serranía dentro del citado municipio, otro otero destacado en este contexto lo es el volcán Cerro Prieto. El Chinero debe su nombre a un episodio trágico de la formación o poblamiento de Mexicali y su valle, en el cual estuvieron involucradas personas de origen asiático.

## Origen del nombre
El poblamiento de la ciudad y el valle de Mexicali, data de inicios del siglo XX. Dicha zona era accesible mayormente a pie o caballo; una de las rutas de acceso era a través de la bahía de San Felipe, donde algunos barcos procedentes de otros estados de México desembarcaban personas que buscaban la oportunidad de trabajar y un lugar propio donde asentarse, tal fue el caso de un barco que en 1916 transportaba a 65 personas de origen oriental: chinos, japoneses e hindús, el cual los desembarcó en un punto cercano a la citada bahía, a decir de alguna crónica documentada, los orientales se disgregaron y la mayoría pereció, varios de ellos fueron encontrados en las cercanías del cerro motivo de este artículo y es por ello que lleva el nombre de: El chinero. Otra crónica sitúa este hecho u otro semejante en el año de 1902 y refiere también que no solo el cerro sino todo el paraje que lo rodea es denominado desierto de los chinos o el chinero.

## Ubicación y contexto geográfico
La cima del cerro El Chinero se encuentra en las coordenadas: 31°28'52.6" latitud norte y 115°3'23.68" longitud oeste, puede llegarse muy cerca de él a través de la carretera federal 5 que va de Mexicali a San Felipe, el km 136 de la citada carretera queda prácticamente al pie de sus faldas y a poco menos de 3,5 km se encuentra el entronque de la carretera federal 5 y la carreta federal 3, donde a finales del siglo XX y comienzos del XXI, existe un punto de revisión militar también denominado El Chinero. La eminencia se encuentra rodeada por una planicie, sin embargo, a poco menos de 10 km al noroeste se puede encontrar la sierra de la pintas, alrededor de 8 km al sur se encuentra la sierra de San Felipe y al este, a casi 18 km, la línea costera del golfo de California. El chinero esta enclavado dentro del área de la reserva de la biosfera del alto golfo de California y delta del río Colorado.